# Coppa del Mondo di snowboard
La Coppa del Mondo di snowboard è un circuito professionistico internazionale di gare di snowboard organizzato annualmente dalla Federazione internazionale sci e snowboard, a partire dalla stagione 1994-1995, a cui prendono parte gli atleti selezionati delle varie squadre nazionali di snowboard.

## Descrizione
Le gare si svolgono abitualmente da fine ottobre a marzo nelle principali località sciistiche dell'Europa e del Nord America, e occasionalmente in Giappone e Corea del Sud. Talvolta si tengono gare anche nell'emisfero australe, nei mesi di luglio o agosto; le stazioni sciistiche interessate da queste competizioni sono situate in Argentina, Australia e Nuova Zelanda. Esistono due circuiti separati per gli uomini e per le donne.
Le discipline in cui attualmente si gareggia sono divise in tre gruppi: lo snowboard parallelo, che comprende slalom parallelo e slalom gigante parallelo, il freestyle, che comprende halfpipe, slopestyle e big air, e lo snowboard cross, che costituisce una specialità a sé.
In passato si è gareggiato anche in slalom gigante e slalom.
Ai primi 30 classificati di ogni singola gara vengono assegnati punti come segue: 
| Posizione | 1   | 2  | 3  | 4  | 5  | 6  | 7  | 8  | 9  | 10 | 11 | 12 | 13 | 14 | 15 | 16 | 17 | 18 | 19 | 20 | 21 | 22 | 23 | 24 | 25 | 26 | 27 | 28 | 29 | 30 |
| Punti     | 100 | 80 | 60 | 50 | 45 | 40 | 36 | 32 | 29 | 26 | 24 | 22 | 20 | 18 | 16 | 15 | 14 | 13 | 12 | 11 | 10 | 9  | 8  | 7  | 6  | 5  | 4  | 3  | 2  | 1  |

La somma dei punteggi realizzati in tutte le discipline determina le due classifiche generali e assegna, al completamento delle gare, la Coppa del Mondo. Viene inoltre stilata una classifica per ogni singola disciplina, sommando i punti conquistati in gare della medesima specialità. Anche ai vincitori delle classifiche di specialità viene assegnata una Coppa: la Coppa del Mondo di Specialità.
A volte le gare possono essere annullate o rinviate per maltempo (pioggia, neve, vento, nebbia) o per la riscontrata inadeguatezza della struttura o della pista di gara.
Il trofeo è una sfera di cristallo in pezzo unico con un piedistallo anch'esso di cristallo, che rappresenta un Mondo di ghiaccio. È lo stesso trofeo consegnato ai vincitori delle altre Coppe del Mondo organizzate dalla FIS (sci di fondo, freestyle, sci alpino, ecc.).

## Coppa del Mondo generale

### Coppa del Mondo generale di snowboard
La Coppa del Mondo generale di snowboard è stata assegnata fino all'edizione 2011/2012, dopo la quale vengono assegnate due Coppe del Mondo generali distinte per il parallelo e per il freestyle.

#### Albo d'oro
| Stagione  | Uomini                 | Uomini      | Donne                | Donne       |
| Stagione  | Vincitore              | Nazionale   | Vincitrice           | Nazionale   |
| --------- | ---------------------- | ----------- | -------------------- | ----------- |
| 1995/1996 | Mike Jacoby            | Stati Uniti | Karine Ruby          | Francia     |
| 1996/1997 | Harald Walder          | Austria     | Karine Ruby          | Francia     |
| 1997/1998 | Alexander Koller       | Austria     | Karine Ruby          | Francia     |
| 1998/1999 | Mathieu Bozzetto       | Francia     | Manuela Riegler      | Austria     |
| 1999/2000 | Mathieu Bozzetto (2)   | Francia     | Manuela Riegler (2)  | Austria     |
| 2000/2001 | Jasey Jay Anderson     | Canada      | Karine Ruby          | Francia     |
| 2001/2002 | Jasey Jay Anderson     | Canada      | Karine Ruby          | Francia     |
| 2002/2003 | Jasey Jay Anderson     | Canada      | Karine Ruby (6)      | Francia     |
| 2003/2004 | Jasey Jay Anderson (4) | Canada      | Julie Pomagalski     | Francia     |
| 2004/2005 | non assegnata          | -           | non assegnata        | -           |
| 2005/2006 | Simon Schoch           | Svizzera    | Daniela Meuli        | Svizzera    |
| 2006/2007 | Simon Schoch (2)       | Svizzera    | Doresia Krings       | Austria     |
| 2007/2008 | Benjamin Karl          | Austria     | Nicolien Sauerbreij  | Paesi Bassi |
| 2008/2009 | Siegfried Grabner      | Austria     | Doris Günther        | Austria     |
| 2009/2010 | Benjamin Karl          | Austria     | Maëlle Ricker        | Canada      |
| 2010/2011 | Benjamin Karl (3)      | Austria     | Ekaterina Tudegeševa | Russia      |

### Coppa del Mondo generale di parallelo
Dalla stagione 2010/2011 la Federazione Internazionale Sci assegna la Coppa del Mondo generale di parallelo, la cui classifica viene stilata tenendo conto dei risultati delle gare di slalom parallelo e slalom gigante parallelo inserite nel calendario della Coppa del Mondo di snowboard.
Fino alla stagione 2009/2010 questa Coppa era stata assegnata sotto forma di coppa di specialità.

### Coppa del Mondo generale di freestyle
Dalla stagione 2010/2011 la Federazione Internazionale Sci assegna la Coppa del Mondo generale di freestyle, la cui classifica viene stilata tenendo conto dei risultati delle gare delle discipline del freestyle, cioè halfpipe, slopestyle e big air.

## Coppe di specialità
Oltre alle due Coppe del Mondo generali, la FIS assegna una Coppa del Mondo anche ai vincitori delle classifiche delle singole specialità dello snowboard. Il trofeo è sempre una sfera di cristallo, ma di dimensioni ridotte rispetto a quello consegnato ai vincitori delle Coppe del Mondo assolute; per questo motivo le Coppe del Mondo di specialità vengono spesso chiamate colloquialmente Coppette.
Le Coppe di specialità attualmente assegnate dalla FIS sono sei:
- Coppa del Mondo di slalom parallelo
- Coppa del Mondo di slalom gigante parallelo
- Coppa del Mondo di snowboard cross
- Coppa del Mondo di halfpipe
- Coppa del Mondo di slopestyle
- Coppa del Mondo di big air

In passato sono state assegnate anche:
- Coppa del Mondo di slalom
- Coppa del Mondo di slalom gigante

## Atleti più vittoriosi
Di seguito sono riportati i primi cinque atleti per numero di vittorie individuali nelle diverse discipline della Coppa del Mondo. In evidenza gli atleti ancora in attività.
Aggiornate all'8 aprile 2025.

### Uomini

#### Slalom parallelo
| Pos. | Atleta             | Vittorie |
| ---- | ------------------ | -------- |
| 1    | Mathieu Bozzetto   | 22       |
| 2    | Roland Fischnaller | 10       |
| 3    | Nicolas Huet       | 7        |
| 3    | Andreas Prommegger | 7        |
| 5    | Siegfried Grabner  | 6        |

#### Slalom gigante parallelo
| Pos. | Atleta             | Vittorie |
| ---- | ------------------ | -------- |
| 1    | Andreas Prommegger | 18       |
| 2    | Benjamin Karl      | 17       |
| 3    | Roland Fischnaller | 12       |
| 4    | Jasey Jay Anderson | 11       |
| 5    | Mathieu Bozzetto   | 10       |
| 5    | Philipp Schoch     | 10       |

#### Snowboard cross
| Pos. | Atleta              | Vittorie |
| ---- | ------------------- | -------- |
| 1    | Pierre Vaultier     | 23       |
| 2    | Alessandro Hämmerle | 18       |
| 3    | Jasey Jay Anderson  | 15       |
| 4    | Éliot Grondin       | 13       |
| 5    | Xavier De Le Rue    | 11       |

#### Halfpipe
| Pos. | Atleta          | Vittorie |
| ---- | --------------- | -------- |
| 1    | Ryō Aono        | 12       |
| 2    | Scotty James    | 10       |
| 3    | Ross Powers     | 9        |
| 4    | Yūto Totsuka    | 8        |
| 5    | Fredrik Sterner | 7        |
| 5    | Ayumu Hirano    | 7        |
| 5    | Ruka Hirano     | 7        |

#### Slopestyle
| Pos. | Atleta            | Vittorie |
| ---- | ----------------- | -------- |
| 1    | Marcus Kleveland  | 5        |
| 2    | Redmond Gerard    | 4        |
| 2    | Chris Corning     | 4        |
| 4    | Sébastien Toutant | 3        |
| 5    | Mons Røisland     | 2        |
| 5    | Dusty Henricksen  | 2        |
| 5    | Tiarn Collins     | 2        |
| 5    | Liam Brearley     | 2        |
| 5    | Cameron Spalding  | 2        |
| 5    | Max Parrot        | 2        |

#### Big air
| Pos. | Atleta        | Vittorie |
| ---- | ------------- | -------- |
| 1    | Stefan Gimpl  | 9        |
| 2    | Jukka Erätuli | 7        |
| 3    | Max Parrot    | 6        |
| 4    | Risto Mattila | 5        |
| 4    | Janne Korpi   | 5        |

#### Slalom gigante
| Pos. | Atleta            | Vittorie |
| ---- | ----------------- | -------- |
| 1    | Mike Jacoby       | 9        |
| 2    | Peter Pechhacker  | 6        |
| 3    | Stefan Kaltschütz | 5        |
| 4    | Dieter Krassnig   | 4        |
| 5    | Mathieu Bozzetto  | 3        |
| 5    | Mark Fawcett      | 3        |
| 5    | Harald Walder     | 3        |

#### Slalom
| Pos. | Atleta            | Vittorie |
| ---- | ----------------- | -------- |
| 1    | Bernd Kroschewski | 2        |
| 1    | Thedo Remmelink   | 2        |
| 1    | Mathias Behounek  | 2        |
| 1    | Anton Pogue       | 2        |
| 5    | Ivo Rudideria     | 1        |
| 5    | Steve Persons     | 1        |
| 5    | Mike Kildevæld    | 1        |
| 5    | Manuel Mendoza    | 1        |
| 5    | Rainer Krug       | 1        |
| 5    | Stefan Kaltschütz | 1        |
| 5    | Jakob Bergstedt   | 1        |
| 5    | Karl Frenademez   | 1        |

### Donne

#### Slalom parallelo
| Pos. | Atleta          | Vittorie |
| ---- | --------------- | -------- |
| 1    | Karine Ruby     | 20       |
| 2    | Patrizia Kummer | 11       |
| 2    | Julie Zogg      | 11       |
| 4    | Marion Posch    | 9        |
| 5    | Daniela Meuli   | 7        |

#### Slalom gigante parallelo
| Pos. | Atleta                     | Vittorie |
| ---- | -------------------------- | -------- |
| 1    | Ramona Theresia Hofmeister | 21       |
| 2    | Ester Ledecká              | 19       |
| 3    | Daniela Meuli              | 15       |
| 4    | Ursula Bruhin              | 8        |
| 5    | Amelie Kober               | 7        |
| 5    | Ekaterina Tudegeševa       | 7        |

#### Snowboard cross
| Pos. | Atleta             | Vittorie |
| ---- | ------------------ | -------- |
| 1    | Lindsey Jacobellis | 30       |
| 2    | Charlotte Bankes   | 25       |
| 3    | Eva Samková        | 19       |
| 3    | Michela Moioli     | 19       |
| 5    | Dominique Maltais  | 15       |

#### Halfpipe
| Pos. | Atleta        | Vittorie |
| ---- | ------------- | -------- |
| 1    | Tricia Byrnes | 15       |
| 2    | Cai Xuetong   | 14       |
| 3    | Manuela Pesko | 13       |
| 3    | Kelly Clark   | 13       |
| 5    | Chloe Kim     | 12       |

#### Slopestyle
| Pos. | Atleta               | Vittorie |
| ---- | -------------------- | -------- |
| 1    | Jamie Anderson       | 9        |
| 2    | Julia Marino         | 6        |
| 3    | Kokomo Murase        | 4        |
| 3    | Zoi Sadowski-Synnott | 4        |
| 5    | Enni Rukajärvi       | 3        |
| 5    | Anna Gasser          | 3        |
| 5    | Cheryl Maas          | 3        |

#### Big air
| Pos. | Atleta               | Vittorie |
| ---- | -------------------- | -------- |
| 1    | Anna Gasser          | 10       |
| 2    | Reira Iwabuchi       | 7        |
| 3    | Julia Marino         | 3        |
| 3    | Kokomo Murase        | 3        |
| 3    | Zoi Sadowski-Synnott | 3        |
| 5    | Jamie Anderson       | 2        |
| 5    | Mari Fukada          | 2        |
| 5    | Mia Brookes          | 2        |

#### Slalom gigante
| Pos. | Atleta            | Vittorie |
| ---- | ----------------- | -------- |
| 1    | Karine Ruby       | 23       |
| 2    | Margherita Parini | 9        |
| 3    | Sondra Van Ert    | 4        |
| 4    | Ursula Fingerlos  | 3        |
| 4    | Marion Posch      | 3        |

#### Slalom
| Pos. | Atleta            | Vittorie |
| ---- | ----------------- | -------- |
| 1    | Karine Ruby       | 5        |
| 2    | Marcella Boerma   | 3        |
| 2    | Heidi Renoth      | 3        |
| 4    | Marion Posch      | 2        |
| 5    | Amalie Kulawik    | 1        |
| 5    | Isabel Zedlacher  | 1        |
| 5    | Dorothée Fournier | 1        |